# Jacob Bos

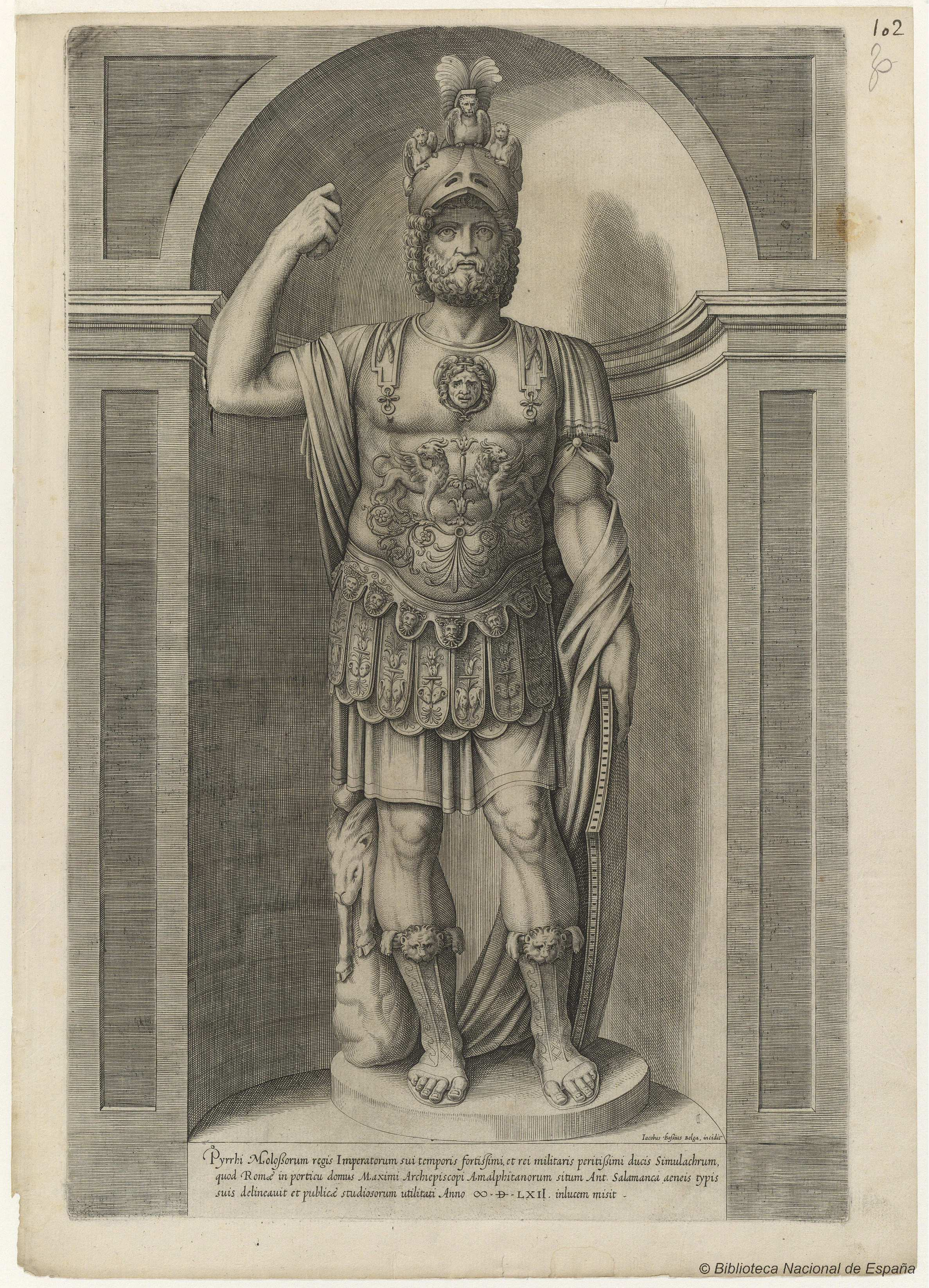
Pirro de Epiro, estampa a buril firmada por Jacob Bos (Iacobus Bossius Belga, incidit). Inscripción: «Pyrrhi Molossorum regis Imperatorum sui temporis fortissimi, et rei militaris peritissimi ducis Similachrum, quod Romæ in porticu domus Maximi Archiepiscopi Amalphitanorum situm... inlucem misit. // Ant. Salamanca aeneis typis suis delineavit et publicæ studiosorum utilitati Anno 1562. inlucem misit».

Jacob Bos, que solía firmar sus obras Iacobus Bossius Belga (f. 1543-1563/1580) fue un grabador a buril flamenco, nacido probablemente en Bolduque o Den Bosch y activo en Roma, donde se le registra en 1553 como grabador de estampas, residente en vía Coppelle, y en 1567, nombrado maestro de la Natio Germaniae Inferiore.
Trabajó haciendo grabados de reproducción de obras de Rafael, Marco Dente, Giulio Romano o Sofonisba Anguissola (La vecchia rimbambita muove riso alla fanciulleta) para editores como Antoine Lafréry y Antonio Salamanca. Para el Speculum Romanae magnificentiae de Lafréry grabó, posiblemente por dibujo propio, reproducciones de antigüedades romanas, entre ellas la escultura del Hércules Farnesio, que había sido hallado pocos años antes en las termas de Caracalla, El emperador Cómodo como Hércules y Pirro Molossorum según el bulto de mármol conservado en los Museos Capitolinos.